# Ázsiai szövőhangya
Az ázsiai szövőhangya (Oecophylla smaragdina)  a hangyák (Formicidae) családjában a vöröshangyaformák  (Formicinae)alcsaládjába sorolt szövőhangya-rokonúak (Oecophyllini) nemzetség típusfaja .

## Származása, elterjedése
Ázsiában és Ausztráliában honos, kelet felé Új-Guineáig.

## Alfajai
- Oecophylla smaragdina fuscoides
- Oecophylla smaragdina gracilior
- Oecophylla smaragdina gracillima
- Oecophylla smaragdina selebensis
- Oecophylla smaragdina smaragdina
- Oecophylla smaragdina subnitida Emery, 1892

## Megjelenése, felépítése
Színe lehet zöld vagy vöröses.

## Életmódja, élőhelye
A fákon, azok leveleiből szövi fészkét. A levelek összefonásához használt selyemszálakat a lárvák állítják elő.

## Felhasználása
Thaiföldön és Indonéziában a lárvákat és a bábokat a hagyományos (népi) orvoslásban használják fel; továbbá ezek, a madarak táplálására és halcsalinak is alkalmasak.

## Képek

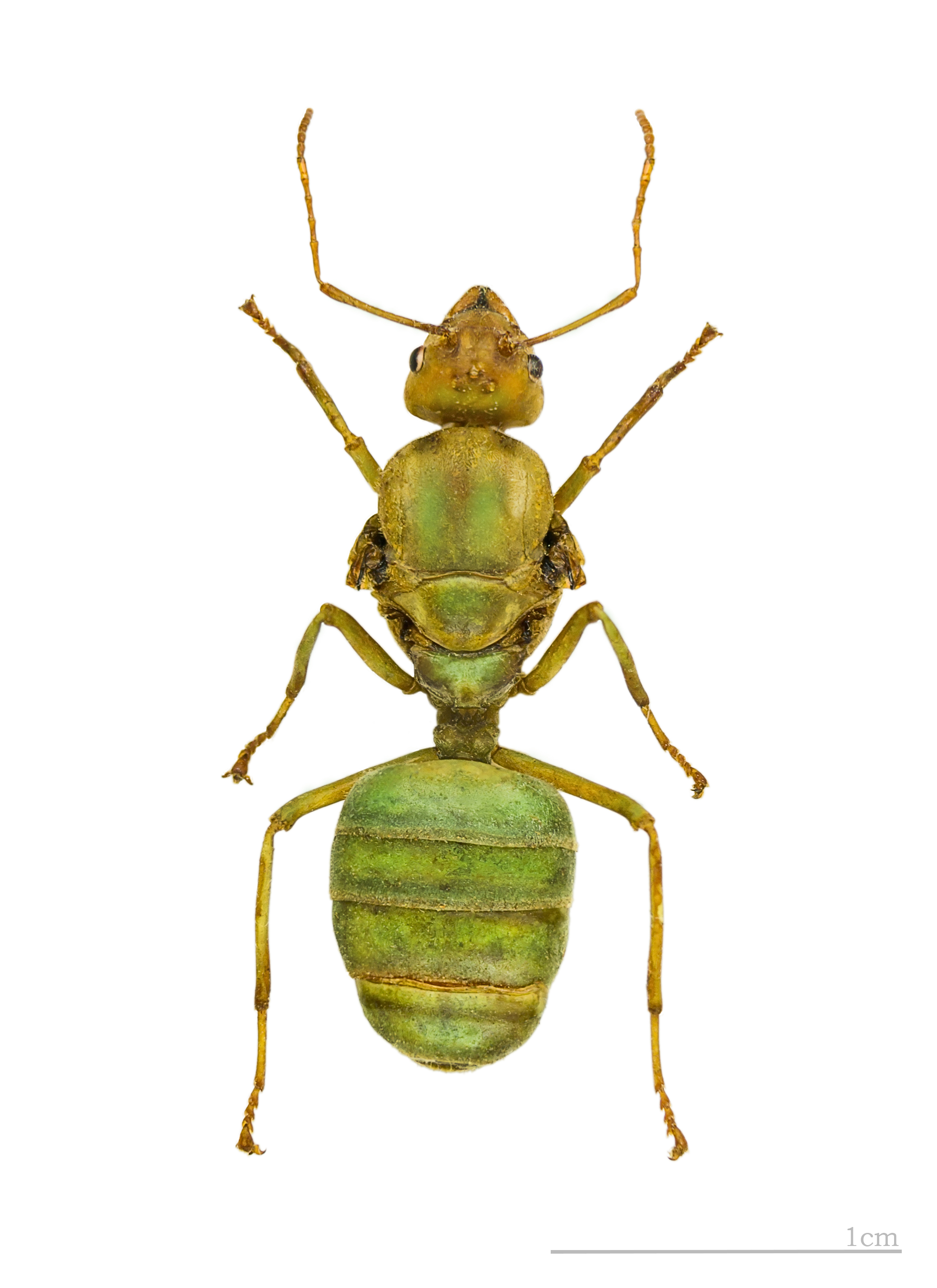
a királynő
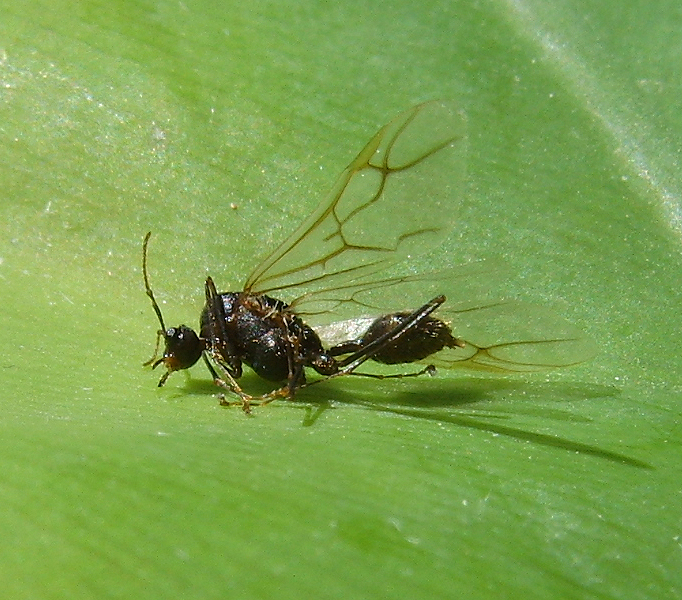
és a szárnyas hím
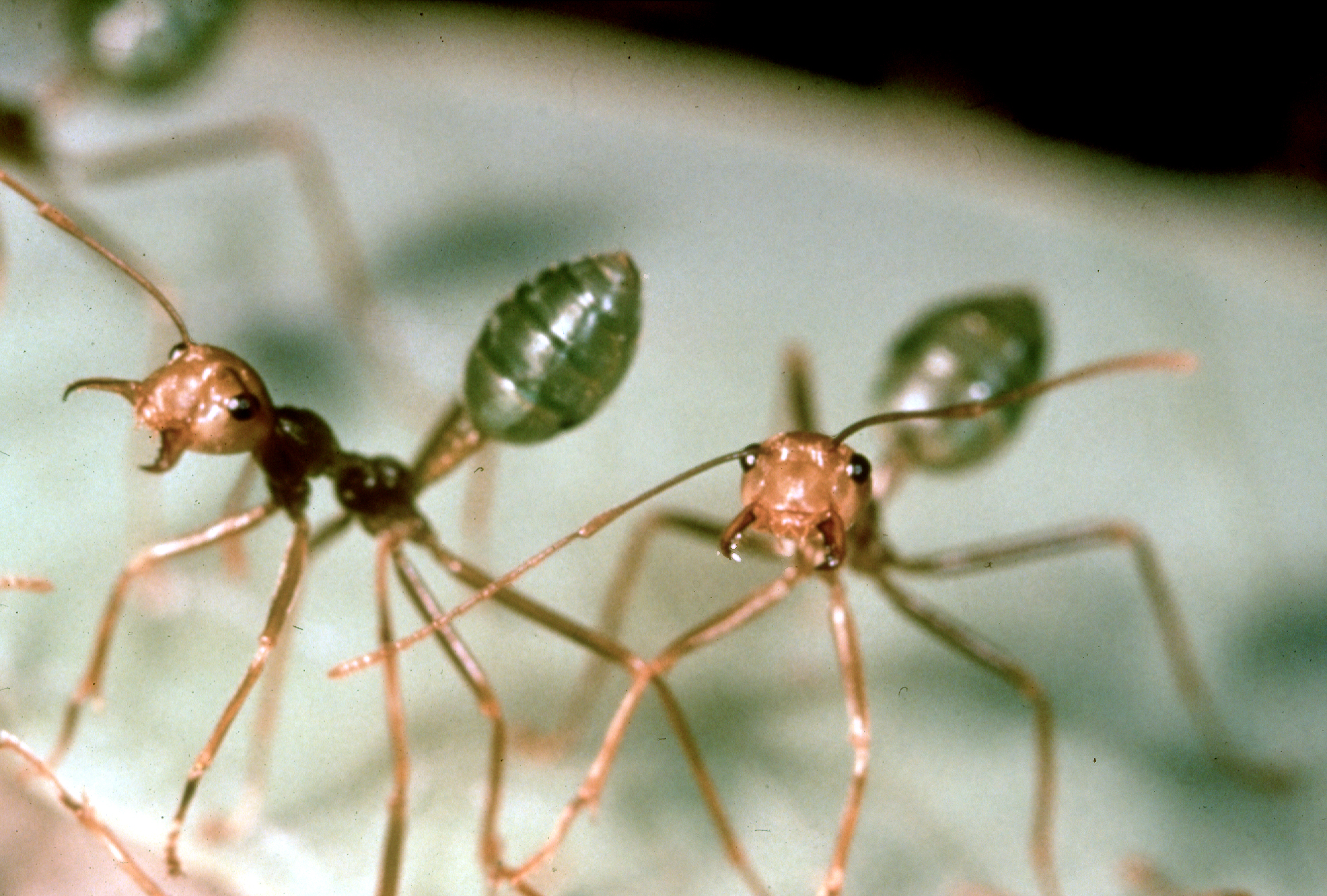
dolgozók
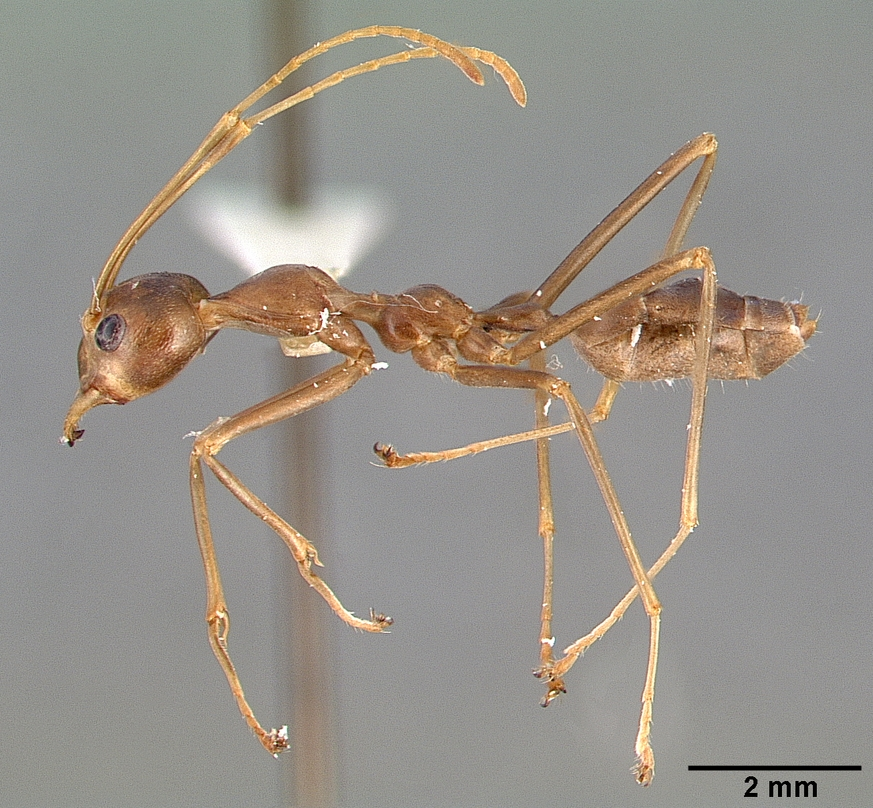
Oecophylla smaragdina subnitida alfajbeli példány
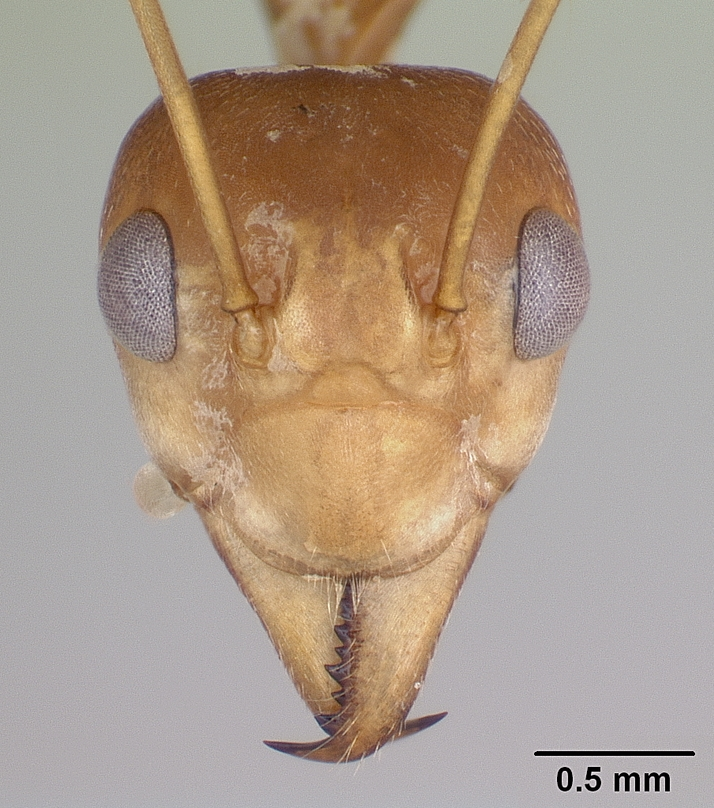
a feje szemből, felnagyítva
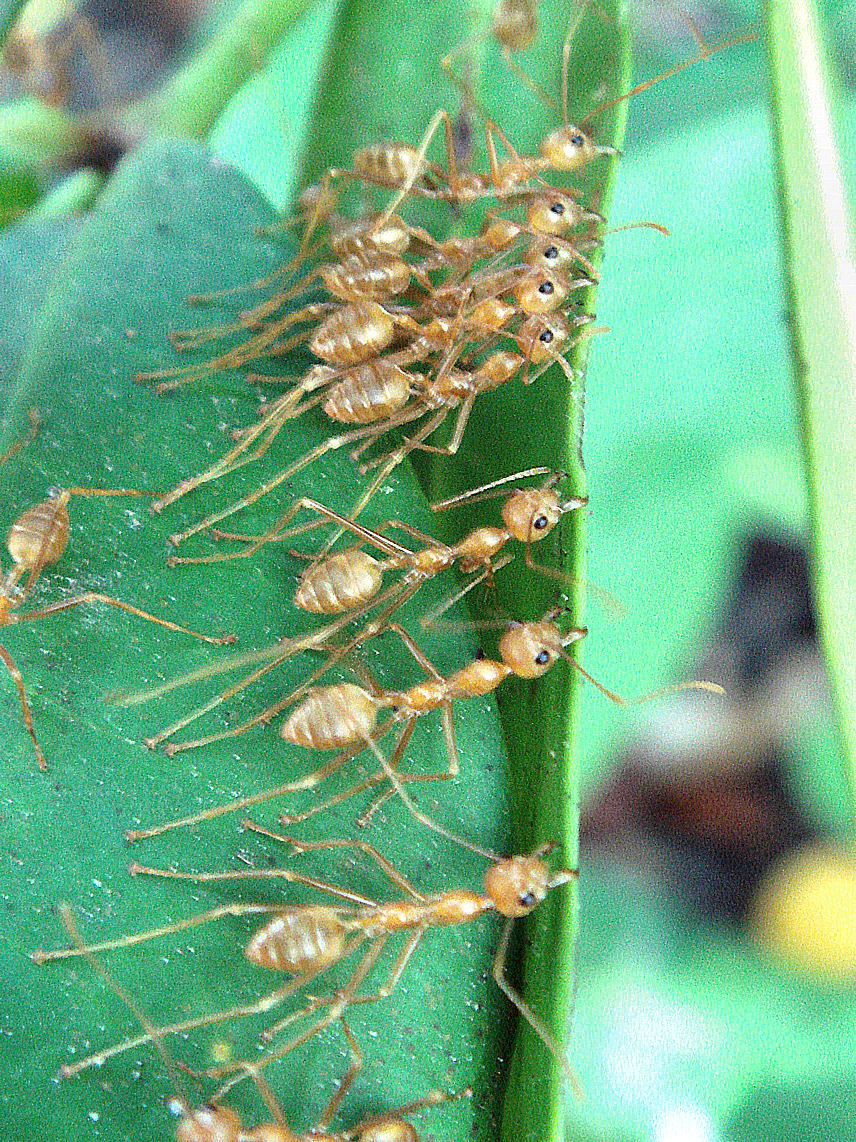
munka közben
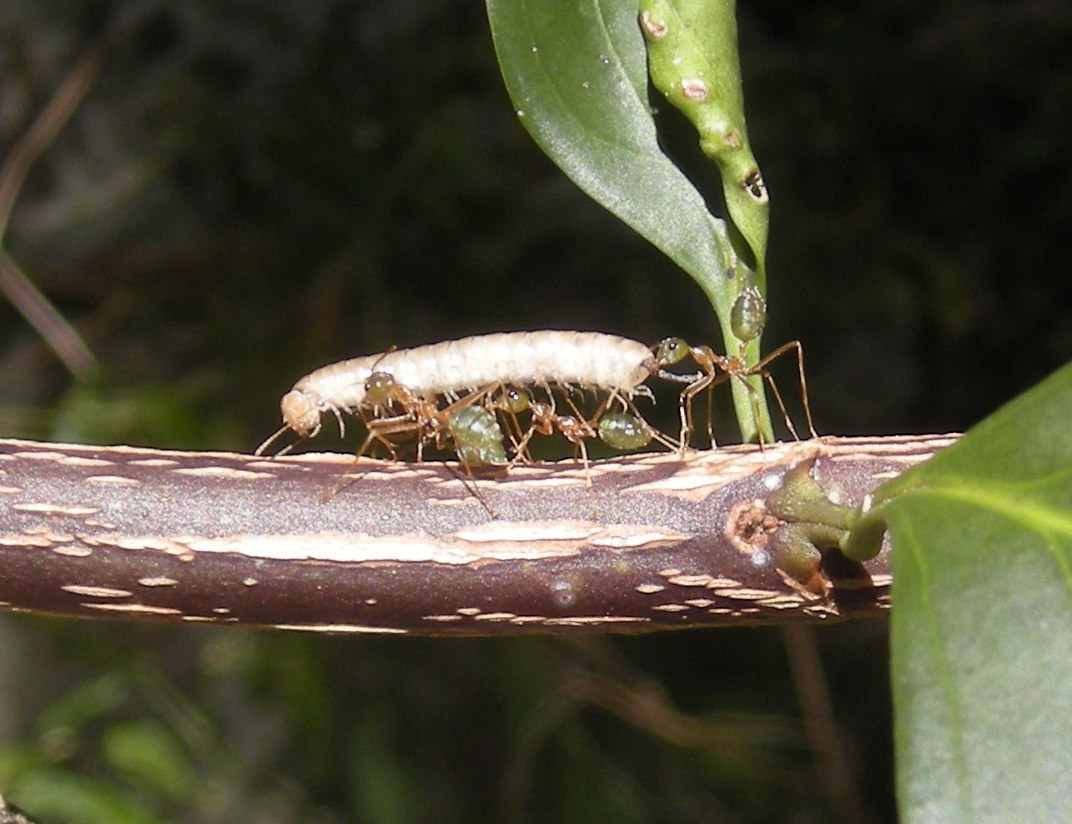
és zsákmányszerzéskor
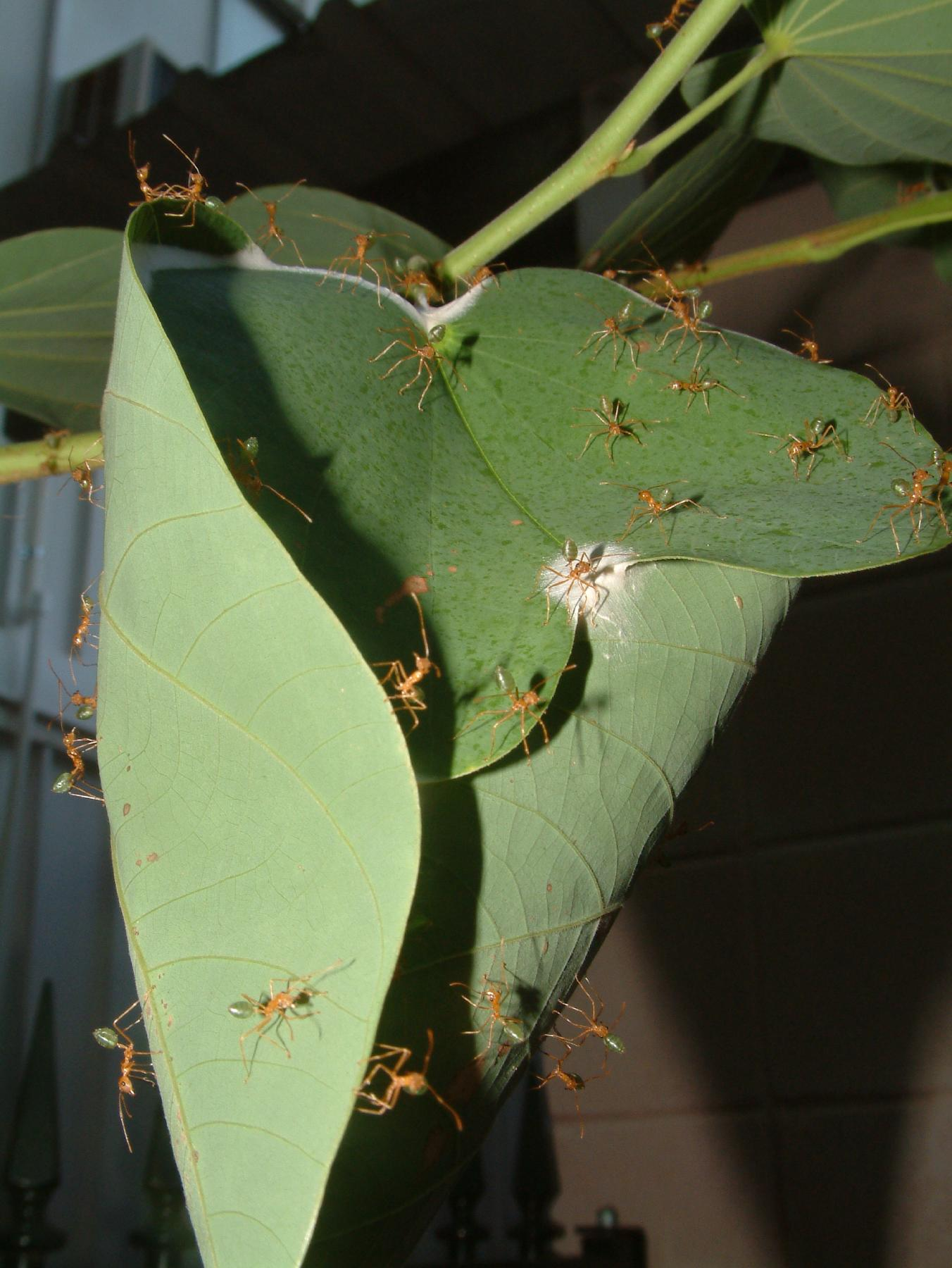
a fészek

## Fordítás
Ez a szócikk részben vagy egészben  az   Oecophylla smaragdina című angol Wikipédia-szócikk ezen változatának fordításán alapul.  Az eredeti cikk szerkesztőit annak laptörténete sorolja fel. Ez a jelzés csupán a megfogalmazás eredetét és a szerzői jogokat jelzi, nem szolgál a cikkben szereplő információk forrásmegjelöléseként.